# Пятигорская колония Российского общества Красного Креста
Пятиго́рская коло́ния Росси́йского о́бщества Кра́сного Креста́ — медицинская организация, действовавшая с 1901 по 1917 год в Пятигорске. Являлась местным подразделением Российского общества Красного Креста, пятигорская ячейка которого была создана в 1879 году. Исторические здания этой колонии строились в 1890-х и в начале 1900-х годов, сама же медицинская организация начала деятельность в мае 1901 года. В колонии Красного Креста проводилось как стационарное, так и амбулаторное лечение различных заболеваний и травм. В первые годы большинство пациентов составляли солдаты, офицеры и приезжие отдыхающие, но небольшая часть мест в стационаре была зарезервирована для местных жителей, а также для студентов, учителей и других малообеспеченных больных. Колония получала финансирование как от Главного управления российского Красного Креста, так и от местных властей, и от частных благотворителей, что позволяло части нуждающихся лечиться бесплатно или по доступной цене.
В начале XX века Пятигорская колония расширила свою деятельность и открыла подчинённые ей колонии Красного Креста в Георгиевске, Ессентуках, Железноводске и Кисловодске.
На территории Пятигорской колонии действовала Пятигорская Александро-Георгиевская Община сестёр милосердия, основанная в 1894 году. Она стала крупнейшей благотворительной организацией Пятигорска и занималась не только лечением пациентов, но и обучением женщин сестринскому делу, а во время Первой мировой войны открыла ускоренные четырёхмесячные курсы подготовки военных медсестёр и развернула сеть лазаретов.
В годы Первой мировой и Гражданской войн Пятигорская и другие колонии Красного Креста на Кавказских Минеральных Водах стали госпиталями для раненых. После Октябрьской революции Пятигорская колония продолжила медицинскую деятельность в качестве народной больницы и санатория. Сейчас на территории и в некоторых сохранившихся зданиях колонии работает «Городская клиническая больница» города Пятигорска.
Архитектурный ансамбль исторической застройки территории Пятигорской колонии Красного Креста и отдельные здания в его составе признаны памятниками архитектуры и объектами культурного наследия народов России, подлежащими государственной охране. По доступным данным по состоянию на 2015—2021 годы, два здания заброшены и находятся в аварийном состоянии, три или четыре здания сохранены и используются, одно было преднамеренно уничтожено в 1939 году, судьба ещё трёх остаётся неизвестной.

## Предыстория
Во второй половине XIX века регион Кавказских Минеральных Вод уже был популярным лечебным курортом, но устроенной государством или крупной частной организацией системы здравоохранения там долгое время не было. Царское правительство сдавало курорты в аренду частным предпринимателям и не заботилось об их развитии и строительстве лечебных учреждений.
Богатые отдыхающие часто приезжали на Кавминводы со своими врачами, которые за плату оказывали медицинскую помощь и другим пациентам. У некоторых из приехавших на лечение не хватало денег на проживание, питание и медицинские услуги в течение необходимого для излечения срока, и они оставались без средств к существованию, будучи серьёзно больными и даже тяжелобольными. Для них в 1872 году на средства арендатора курортов Андрея Матвеевича Байкова и главного врача Управления курортами Кавминвод Матвея Карловича Милютина в Пятигорске на улице Нижегородской по проекту архитектора Самуила Ивановича Уптона был построен «Приют Святой Ольги» — благотворительная лечебница на 10 койко-мест, работавшая только в лечебный курортный сезон с 1 мая по 10 октября.

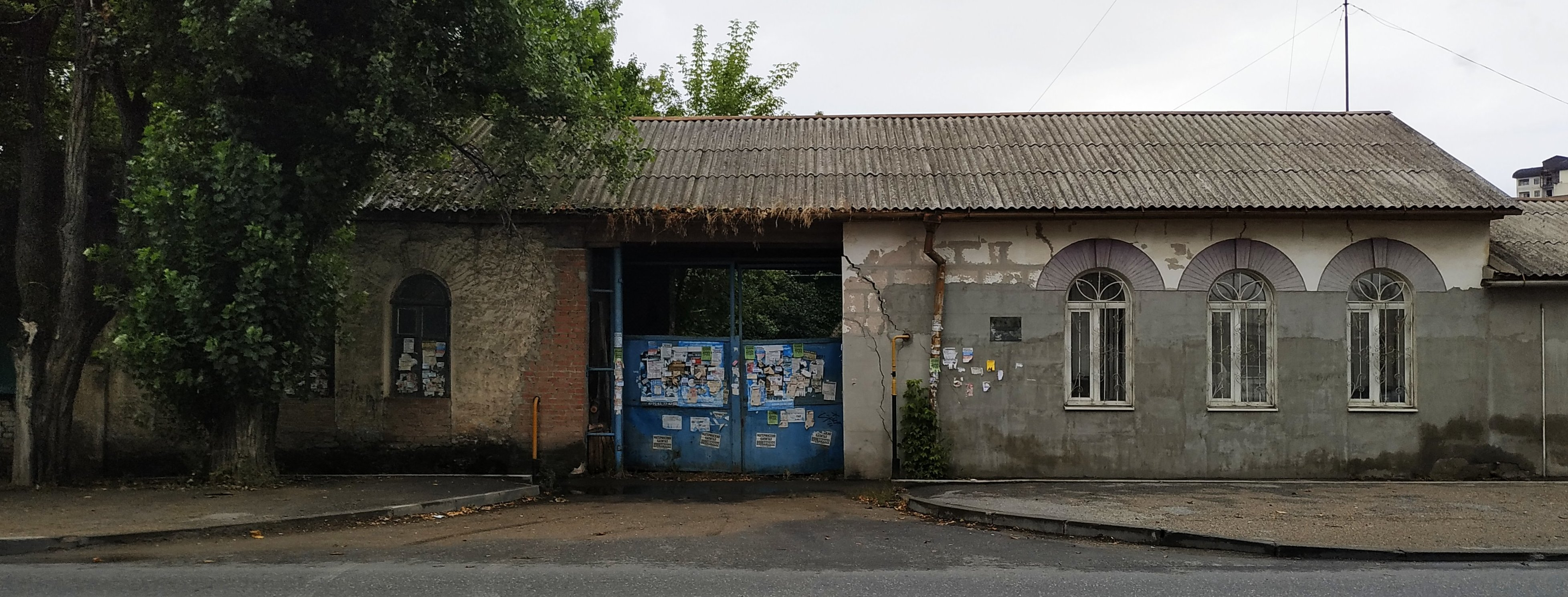

Пациенты — в основном мещане, отставные офицеры, учителя и другие малообеспеченные люди — находились в «Приюте Святой Ольги» по 36 дней, бесплатно проживали, питались и лечились там, пили минеральную воду и принимали ванны с ней. Для врачей же эта лечебница стала базой для проведения клинических исследований влияния минеральных вод на здоровье человека, позволявшей вести длительные наблюдения за состоянием здоровья пациентов, что обычно не удавалось делать при амбулаторном лечении отдыхающих. Опыт показал большую пользу такого стационара как для больных, так и для науки, и организаторы обратились к властям по вопросу о его расширении. Через год после открытия «Приют Святой Ольги» получил финансирование из городского бюджета и стал постоянно действующим, имеющим 30 мест летом и до 20 мест зимой. Здание приюта на улице Дзержинского, 78 сохранилось и в 1995 году было признано объектом культурного наследия — памятником архитектуры регионального значения.
Пятигорское местное управление Российского общества Красного Креста было создано в 1879 (по другим данным, в 1897) году и состояло из 20 членов под председательством М. К. Милютина. В 1891 году оно решило создать общину сестёр милосердия и построить больницу при ней. Для управления строительством зданий общины и больницы была создана специальная комиссия, которую возглавила Евдокия Борисовна Шереметьева, супруга командующего войсками Кавказского военного округа и гражданской частью на Кавказе генерал-адъютанта Сергея Алексеевича Шереметева. В начале 1890-х годов эта комиссия добилась от Управления курортами Кавминвод (или от Пятигорского городского управления) бесплатного выделения двух соседних земельных участков площадью 2000 и 5500 квадратных саженей (9100 и 25 000 м2) для деятельности колонии Красного Креста и общины сестёр милосердия.
Место для этой колонии — первого общественного санатория в Пятигорске — было выбрано удачно. В те годы прилегающие улицы были малолюдными и тихими, по ним редко ездили извозчики, потому что это была малонаселённая окраина города. К югу от участка колонии, на другой стороне улицы Подвальной (ныне улица Пирогова), было всего семь жилых домов. С северной, восточной и западной стороны не было вообще никаких зданий. В 500 метрах к востоку находился Некрополь — старинное городское кладбище, существующее и поныне, а к северу и западу простиралась лишь степь, хорошо продуваемая ветром, посреди которой возвышались покрытие лесом одиночные горы Машук и Бештау, а на большем отдалении с другой стороны — гряда снежных гор с Эльбрусом на первом плане, которая тогда была видна с территории Пятигорской колонии Красного Креста. Благодаря такому расположению, воздух там всегда был чистым и способствовал оздоровлению.
В 1896 году было собрано 75 тысяч рублей на строительство колонии, построены Шереметевский жилой корпус на 11 номеров — одноэтажный барак с полуподвальным этажом для кухни и столовой колонии (в честь Главнокомандующего на Кавказе (1890—1896) генерал-адъютанта С. А. Шереметева). В том же году построен Малининский жилой корпус — высокое двухэтажное здание, в корпусе было 8 разных по величине комнат, на обоих этажах — водопровод и ванны.

## Деятельность

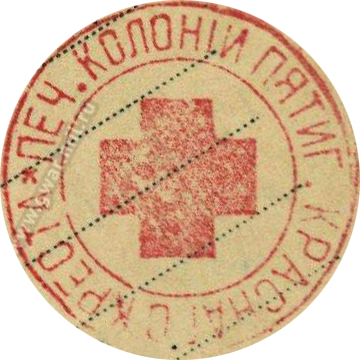
Печать Пятигорской колонии

Собственно Пятигорская колония Красного креста начала свою деятельность в мае 1901 года. В то время Главное Управление Российского общества Красного Креста (ГУ РОКК) находилось в Санкт-Петербурге, а в Пятигорске на улице Ермоловской (ныне проспект Калинина, 33) расположилось его местное отделение, которое называлось «Колония»; первыми были построены два больших двухэтажных здания, в которых жили сотрудники отделения. Колония занимала два огороженных земельных участка; на одном из них, помимо зданий, был большой парк.
Пятигорская колония не располагала собственными денежными средствами, и получала финансирование от Главного Управления РОКК, оказывая помощь направленным им пациентам, что позволило уже в первый год создать 72 места для них. Первые больные были приняты 1 мая 1901 года по назначению ГУ РОКК, а на оставшиеся места смогли попасть местные пациенты. В 1902 году появились места специально для студентов, была открыта глазная лечебница, а общее количество мест в колонии увеличилось до 122. 23 июня (6 июля) того года в Лермонтовской галерее прошёл литературно-музыкальный вечер с участием писателей Н. К. Михайловского и Н. Н. Златоврацкого, где собирали деньги на расширение Лермонтовского барака колонии. И в последующие годы колония получала финансирование от Главного Управления российского Красного Креста — по 3000 рублей ежегодно, от местной городской управы и от Управления вод — по 300 рублей в год, от Общества попечения слепых — по 600.
За первые три сезона 931 человек прошёл курс лечения в колонии. С 1904 года в ней лечились в основном солдаты и офицеры, получившие ранения или серьёзные заболевания, и лишь около десяти коек было оставлено для местных жителей. Однако Пятигорская колония продолжала развиваться и создала подчинённые ей колонии Российского общества Красного Креста в Георгиевске, Ессентуках (25 мая 1902 года), затем в Железноводске и позже в Кисловодске. В Георгиевске была создана отдельная община сестёр милосердия.
В здании больнички на территории колонии проводилось амбулаторное лечение жителей Пятигорска и окрестных сёл. Лекарственная помощь, впрыскивания, перевязки и лечение неимущих пациентов выполнялись бесплатно; более обеспеченные пациенты опускали плату за приём в запечатанную кружку, прикреплённую к стене амбулатории. Уже в 1902 году было принято около десяти тысяч амбулаторных больных.
Колония имела собственный транспорт для перевозки пациентов по городу — поначалу это были шестиместные открытые экипажи («линейки»), запряжённые парой лошадей, а в 1914 году были куплены два легковых автомобиля.
Кроме того, в колонии была своя библиотека и большой зал, где читались лекции и проводились танцевальные вечера, открытая эстрада с роялем, на которой давал концерты военный духовой оркестр, выступали местные и приезжие артисты. Так Пятигорская колония Красного Креста стала ещё и культурным центром для близлежащего торгово-промышленного района Карачаевка.

С 1910 по 1914 год главным врачом Пятигорской колонии Красного Креста был Алексей Александрович Крюков, который во время Первой мировой войны был призван в армию как врач запаса. В ту войну все колонии Красного Креста на Кавказских Минеральных водах стали лазаретами для раненых солдат. Кроме того, в 1915 году Пятигорским комитетом РОКК были устроены три лазарета для офицеров: в Пятигорске на 85 коек, в Ессентуках на 250 и в Кисловодске на 80 коек.
Все эти годы Пятигорская колония Красного Креста и Александро-Георгиевская община сестёр милосердия находились под патронатом благотворительной организации императрицы Марии Федоровны.

Во время Гражданской войны Пятигорская колония РОКК продолжала служить госпиталем для раненых. Последним руководителем колонии была Анна Ивановна Коршунова. В 1917 году, после Октябрьской революции, земля и имущество колонии Красного Креста были национализированы, а сама медицинская организация стала «Народной больницей № 2». В 1921 году она была переименована в «Санаторий № 21 УКМВ», в следующем году — в «Терскую окружную соматическую больницу», в 1930 — в «Пятигорскую городскую больницу № 1».
Эта больница работает и в настоящее время (2021 год) под названием «Государственное бюджетное учреждение здравоохранения „Городская клиническая больница“ города Пятигорска» (ГБУЗ СК «ГКБ»).

## Община сестёр милосердия
261610490410035
Пятигорская Александро-Георгиевская Община сестёр милосердия была создана сёстрами из Одесской Касперовской общины 23 апреля (6 мая) 1894 года, в день святой Александры Римской и святого Георгия Победоносца, и названа именами этих святых.

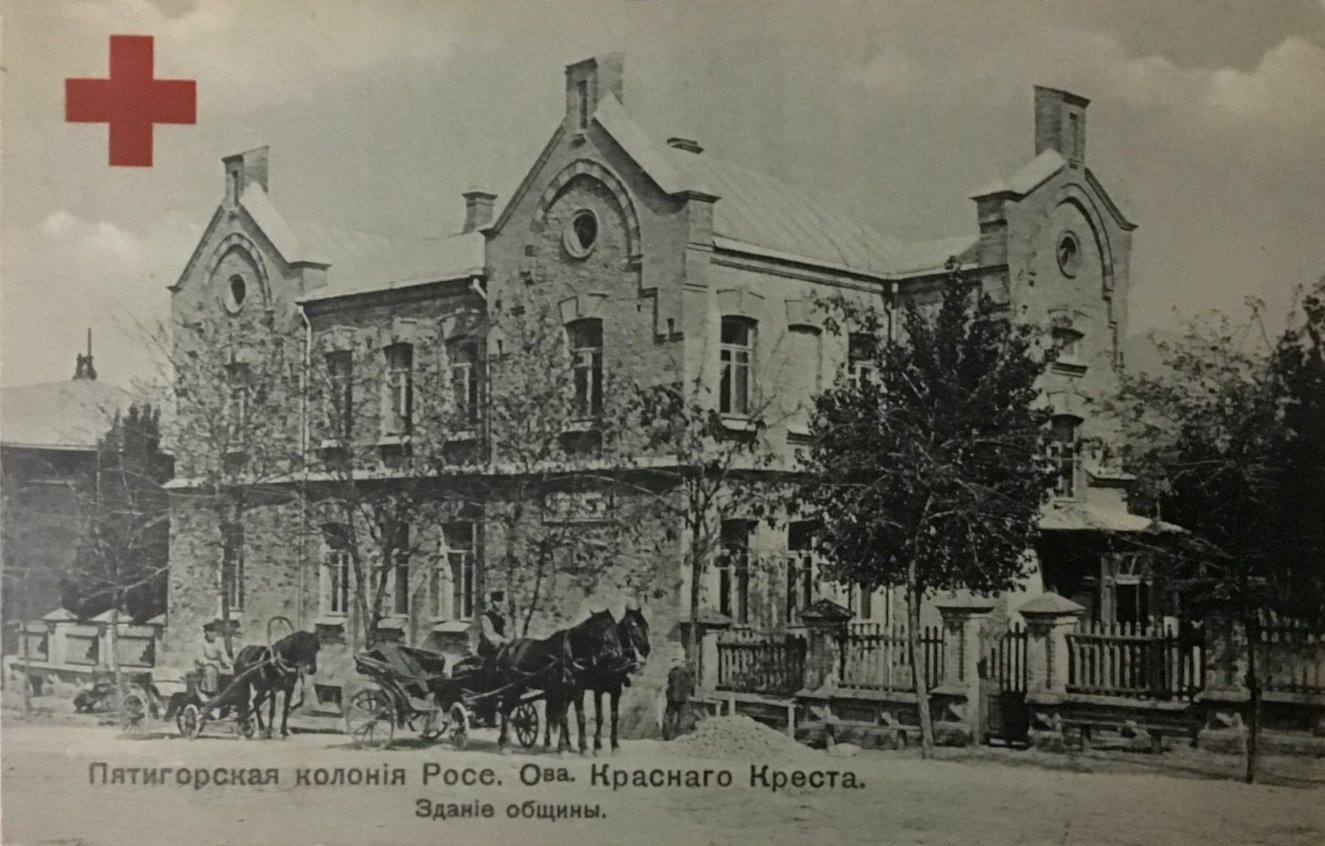
в начале XX в.

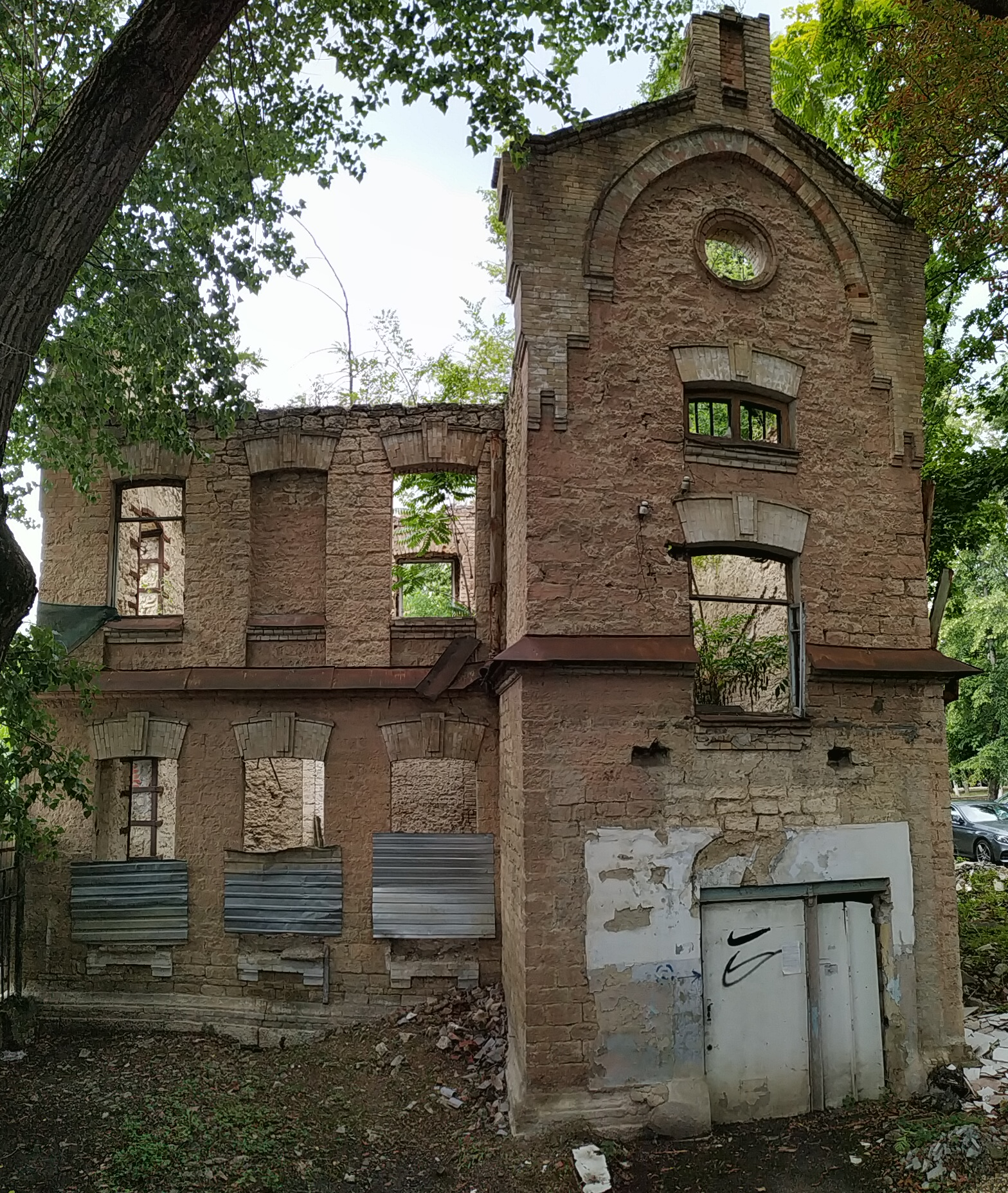
Здание в 2021 г.

Здание общины сестёр милосердия, оно же «Малининский барак» и «Малининский жилой корпус» было завершено в 1894 либо 1896 году. Здание построено из местного известняка, в нём было два надземных этажа, подвал и чердак. На первом этаже располагались пять комнат различной площади и общий зал — столовая, на втором — семь комнат (по другим данным, в здании всего было восемь комнат). На каждом из двух этажей была свои туалетная, ванная с умывальником и отдельная проходная комната с умывальником, к которым был подведён водопровод. В подвале располагались кухня, посудная и комната для проживания кухарки с горничной, а на чердаке, хорошо освещаемом через два больших прямоугольных и три малых круглых окна — склад чистого белья и других вещей. Общая площадь здания общины сестёр милосердия составляла 42 квадратные сажени (191 м2), и оно было рассчитано на проживание шестнадцати человек. Фасад здания выходил на улицу Подвальную (ныне улица Пирогова, 22 (литер Л)).

И. А. Образцова

В 1905 году старшей сестрой и настоятельницей общины, а также заведующей Пятигорской колонией Красного Креста, стала Ираида Аристарховна Образцова, в 1898 году награждённая почётным знаком отличия Красного Креста II степени, её заместителем и сестрой-хозяйкой — Анна Ивановна Коршунова. Обе женщины имели большой опыт, были участницами Русско-турецкой войны 1877—1878 годов и стояли у истоков Александро-Георгиевской общины.

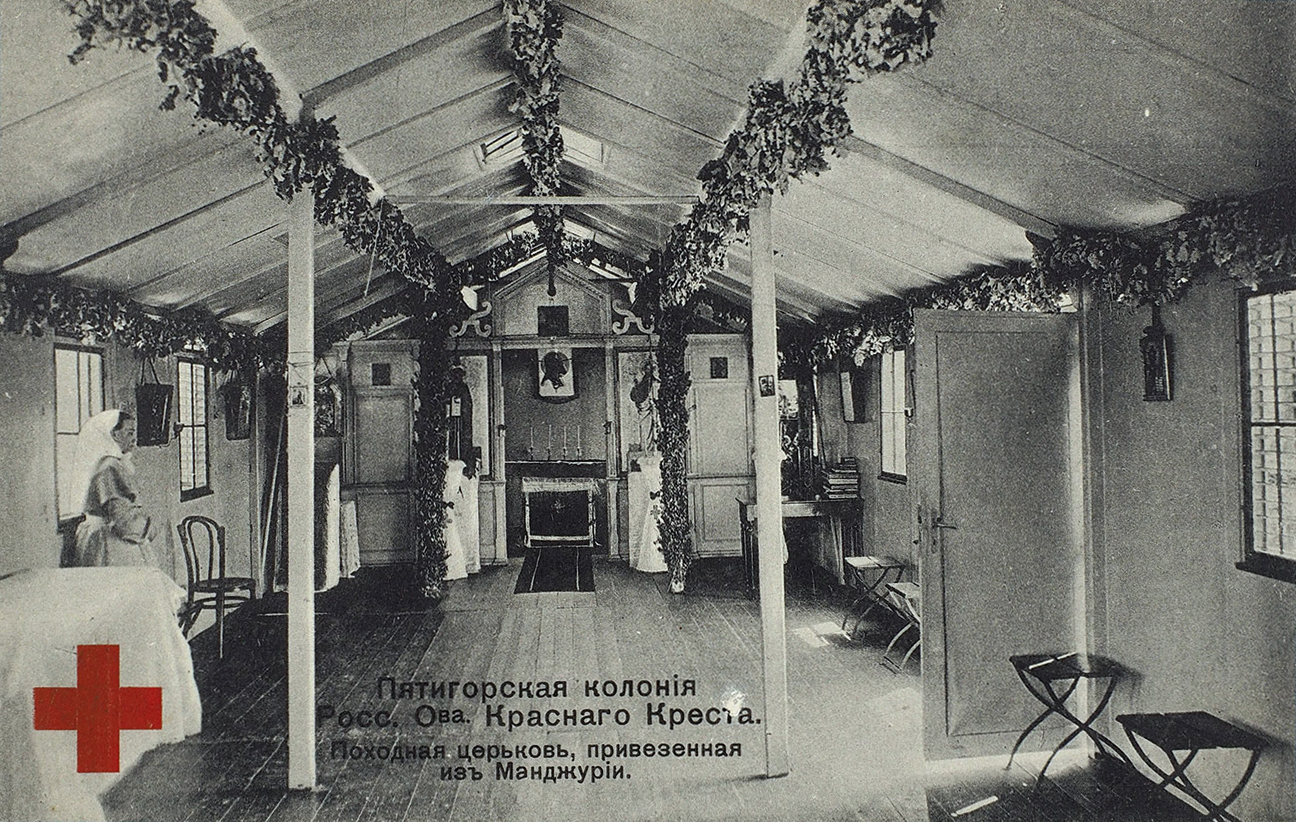
Походная церковь

Образцова, приехав в Пятигорск после Русско-Японской войны, привезла с собой походную складную церковь, изготовленную из картона на крючках. Церковная служба проводилась по субботам, воскресеньям и большим праздникам. Хор состоял из краснокрестовых сестёр милосердия — участниц общины, и местных любителей пения.
В 1910-е годы Пятигорская Александро-Георгиевская Община сестёр милосердия стала крупнейшей благотворительной организацией Пятигорска. Кроме медицинской, она занималась педагогической деятельностью, обучала сестринскому делу одиноких женщин с четырьмя и более классами гимназического образования. В течение двух лет ученицы — «сёстры испытуемые», как их называли в общине — получали медицинские знания и навыки по уходу за больными, а успешно завершившие обучение становились «краснокрестовыми сёстрами».
27 августа 1914 года при Пятигорской Александро-Георгиевской общине РОКК был создан местный Дамский комитет Красного Креста, который возглавила Анна Викторовна Богданова — пятигорская учительница, и ранее активно занимавшаяся благотворительностью. Основной задачей этого комитета стала помощь больным и раненым воинам, прибывавшим с фронтов Первой мировой войны; для них участницы комитета собирали пожертвования, создали библиотеку — более трёх тысяч книг, с отдельными экземплярами для инфекционных больных, сшили десятки тысяч комплектов одежды и белья. В том же году Александро-Георгиевская Община развернула в Пятигорске сеть лазаретов и устроила стоматологический кабинет для военных, создала специальную медицинскую комиссию, а также открыла центр подготовки сестёр милосердия на базе Евдокимовской женской гимназии, в зале которой читались лекции, а практика проходила в городской больнице и военном госпитале. Курс обучения занимал четыре месяца, за годы войны состоялось три выпуска, и 140 девушек пополнили штаты госпиталей Пятигорска и фронтовых лазаретов. В дальнейшем на базе этих курсов была создана медицинская школа (ныне медицинский колледж). По другим источникам, курсы подготовки медсестёр были устроены не в Пятигорске, а Георгиевске дочерней общиной сестёр милосердия.
С началом Первой мировой войны А. И. Коршунова во главе отряда сестёр общины отправилась на Кавказский фронт, а И. А. Образцова осталась руководить общиной и колонией в Пятигорске, но вскоре они поменялись местами. Под руководством Коршуновой Александро-Георгиевская община создала первую в Пятигорске службу «скорой помощи», которая первое время обслуживалась добровольцами и содержалась на средства Красного Креста.
Здание общины сестёр милосердия сохранилось до наших дней и в 2017 году было признано объектом культурного наследия народов Российской Федерации. Перед этим Управление Ставропольского края по сохранению и государственной охране объектов культурного наследия изучало положение дел с такими объектами в Пятигорске в 2013—2015 году и признало Малининский барак неиспользуемым и находящимся в неудовлетворительном аварийном состоянии зданием без мемориальных надписей, по отношению к которому нет предусмотренных законом охранных обязательств.
На апрель 2021 года здание Общины сестёр милосердия принадлежало Пятигорску, не использовалось и находилось в полуразрушенном состоянии. Управление Ставропольского края по сохранению и государственной охране объектов культурного наследия планирует провести реставрацию этого здания и завершить её до конца 2024 года.

## Архитектурный ансамбль
Архитектор Управления Пятигорского курорта и член Пятигорского местного управления Общества Красного Креста гражданский инженер Иван Иванович Байков согласился бесплатно проектировать несколько зданий будущей Пятигорской колонии Красного креста. Он же непосредственно руководил строительством этих зданий, которое продолжалось 9 лет и закончилось к 1900 году (кроме здания амбулатории). За такой бескорыстный труд И. И. Байков был награждён «Знаком Красного Креста» и «Знаком отличия Красного Креста».

Участок и здания колонии в начале XX века. Зелёным — здания, сохранившиеся до 2021 г., красным — несохранившиеся, голубой пунктир — граница участка.

Расположение зданий колонии. 1) сторожка; 2) Шереметьевский барак; 3) Лермонтовский барак; 4) Голицынский барак; 5) летняя кухня со столовой; 6) Малининский барак (здание Общины сестёр милосердия); 7) больничка; 8) амбулаторная; 9) экипажная с конюшней. Зеленоватый — сохранено и используется, желтоватый — заброшено или руины, сероватый с пунктирной обводкой — уничтожено или не обнаружено (2021).

Архитектурный ансамбль колонии Красного Креста постановлением главы администрации Ставропольского края Петра Петровича Марченко от 1 ноября 1995 года № 600 был признан объектом культурного наследия и памятником архитектуры. В качестве отдельных объектов и памятников тогда же были признаны некоторые из составляющих его зданий, а именно: Голицынский и Шереметьевский бараки, экипажная с конюшней, больничка, солдатский корпус.  261610490410015
В разных источниках, в том числе академических и государственных, опубликованы противоречивые сведения о некоторых зданиях Пятигорской колонии Красного Креста, как и о некоторых фактах из её истории. Так, например, в исторической справке, подготовленной главным специалистом управления культуры администрации Пятигорска С. С. Розенбергом и в справке Управления Ставропольского края по сохранению и государственной охране объектов культурного наследия могут быть указаны не только различные названия, но и разные годы окончания строительства одного и того же здания. Кроме того, в первом источнике здание больницы на 12 коек («больнички») и здание амбулатории с аптекой описываются как разные здания, расположенные на одной улице, причём первое из них — одноэтажное, второе — двухэтажное. Во второй справке «лечебница и амбулатория» описываются как один объект культурного наследия, расположенный по адресу Пирогова, 22, но с тремя литерами сразу: «К», «к» и «к3»; так же написано и в приказе начальника этого же управления от 8 мая 2020 года № 351 об утверждении границ и режима использования ансамбля колонии Красного Креста. В постановлении главы краевой администрации, давшем охранный статус архитектурному ансамблю Пятигорской колонии Красного Креста и отдельным историческим зданиям в его составе, упоминается только «больничка» и ничего не говорится про здание амбулатории. В нём же без подробностей упоминается «Солдатский барак»; на карте в приложении к приказу № 351 это здание находится на углу улиц Пирогова и Кузнечной — где, согласно Розенбергу, должно располагаться здание экипажной и конюшни. В вышеупомянутом постановлении главы краевой администрации здание экипажной с конюшней и солдатский барак (солдатский корпус) названы отдельными памятниками истории и культуры, а в приказе № 351 упоминается только солдатский барак и ничего не говорится про экипажную с конюшней.
| Название                                                                      | Строительство | Строительство  | Призн. ОКН | Современное состояние                                   | Современный адрес                      | Геогр. координаты               |
| Название                                                                      | нач.          | окон.          | Призн. ОКН | Современное состояние                                   | Современный адрес                      | Геогр. координаты               |
| ----------------------------------------------------------------------------- | ------------- | -------------- | ---------- | ------------------------------------------------------- | -------------------------------------- | ------------------------------- |
| Здание Общины сестёр милосердия (Малининский барак, Малининский жилой корпус) | 1891 … 1899   | 1894 / 1896    | 2017       | аварийное; заброшено (2021 г.)                          | ул. Пирогова, 22 (литер Л)             | 44°02′43″ с. ш. 43°04′01″ в. д. |
| Здание больницы (больничка)                                                   | 1894          | 1894 / 1902    | 1995       | аварийное; заброшено (2015 г.)                          | ул. Пирогова, 22 (литеры К, к, к3)     | 44°02′43″ с. ш. 43°04′03″ в. д. |
| Здание амбулатории с аптекой                                                  | 1896          | 1902 / 1904    | 1995 / ?   | аварийное; заброшено (2015 г.) / не обнаружено (2021 г) | ул. Пирогова, 22 (литеры К, к, к3) / ? | 44°02′43″ с. ш. 43°04′05″ в. д. |
| Голицынский барак (Голицынский жилой корпус)                                  | 1894          | до 1900 / 1901 | 1995       | сохранено, используется                                 | ул. Пирогова, 22 (литер Н)             | 44°02′44″ с. ш. 43°03′58″ в. д. |
| Шереметьевский барак (Шереметьевский жилой корпус)                            | 1894          | 1896           | 1995       | сохранено, используется                                 | ул. Пирогова, 22 (литер В)             | 44°02′48″ с. ш. 43°04′04″ в. д. |
| Лермонтовский барак (Лермонтовский корпус)                                    | 1891 … 1899   | до 1900 / 1902 |            | сожжено или разобрано в 1939 году                       | —                                      | 44°02′49″ с. ш. 43°04′05″ в. д. |
| Летняя столовая с кухней                                                      | 1894          | до 1900        |            | не обнаружено (2021 г.)                                 |                                        | 44°02′43″ с. ш. 43°04′00″ в. д. |
| Экипажная с конюшней                                                          | 1894          | до 1900        | 1995       | сохранено, используется                                 |                                        | 44°02′43″ с. ш. 43°04′06″ в. д. |
| Сторожка                                                                      | 1894          | до 1900        |            | обнаружено (2021 г.)                                    |                                        | 44°02′45″ с. ш. 43°03′58″ в. д. |
| Солдатский барак (Солдатский корпус)                                          |               | нач. XX в.     | 1995       | не обнаружено (2021 г.)                                 | ул. Пирогова, 22 (литер Ж)             |                                 |

### «Больничка» и здание амбулатории
261610490410055

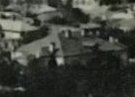
Больничка, 1900-е

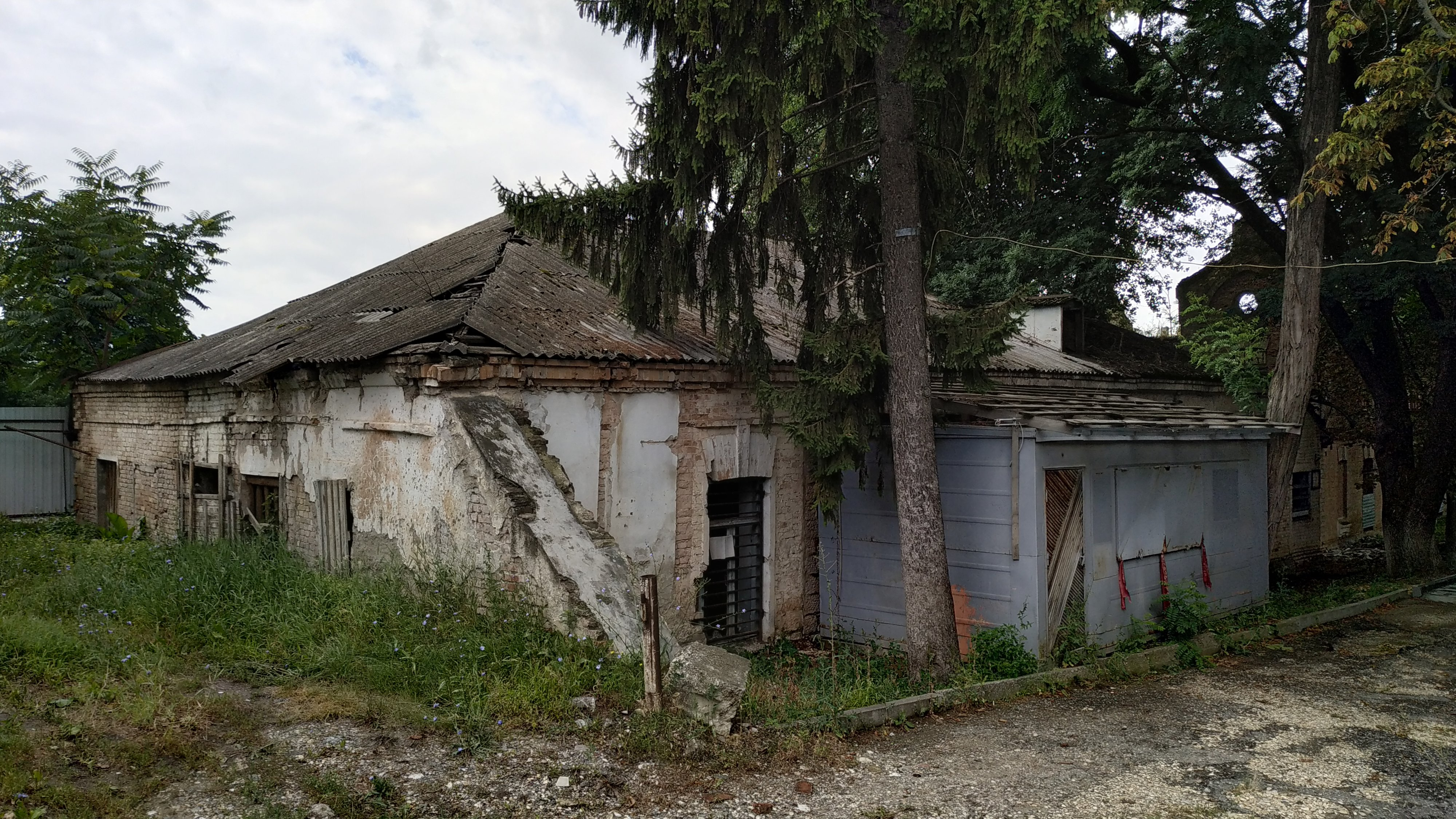
, 2021 г.

Рядом со зданием Общины сестёр милосердия расположено одноэтажное, почти квадратное в плане здание больницы (оно же «больничка») площадью 232,3 м2, сложенное из камня-известняка с горы Машук. Оно было завершено и сдано в эксплуатацию в 1894 году. В этом здании было пять палат, 12 (по другим данным 7 или 15) коек, две из которых предназначались для бесплатно лечившихся малоимущих, операционная, комнаты для персонала, туалетная комната с ванной и умывальником.

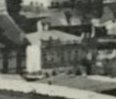
Амбулатория, 1900-е

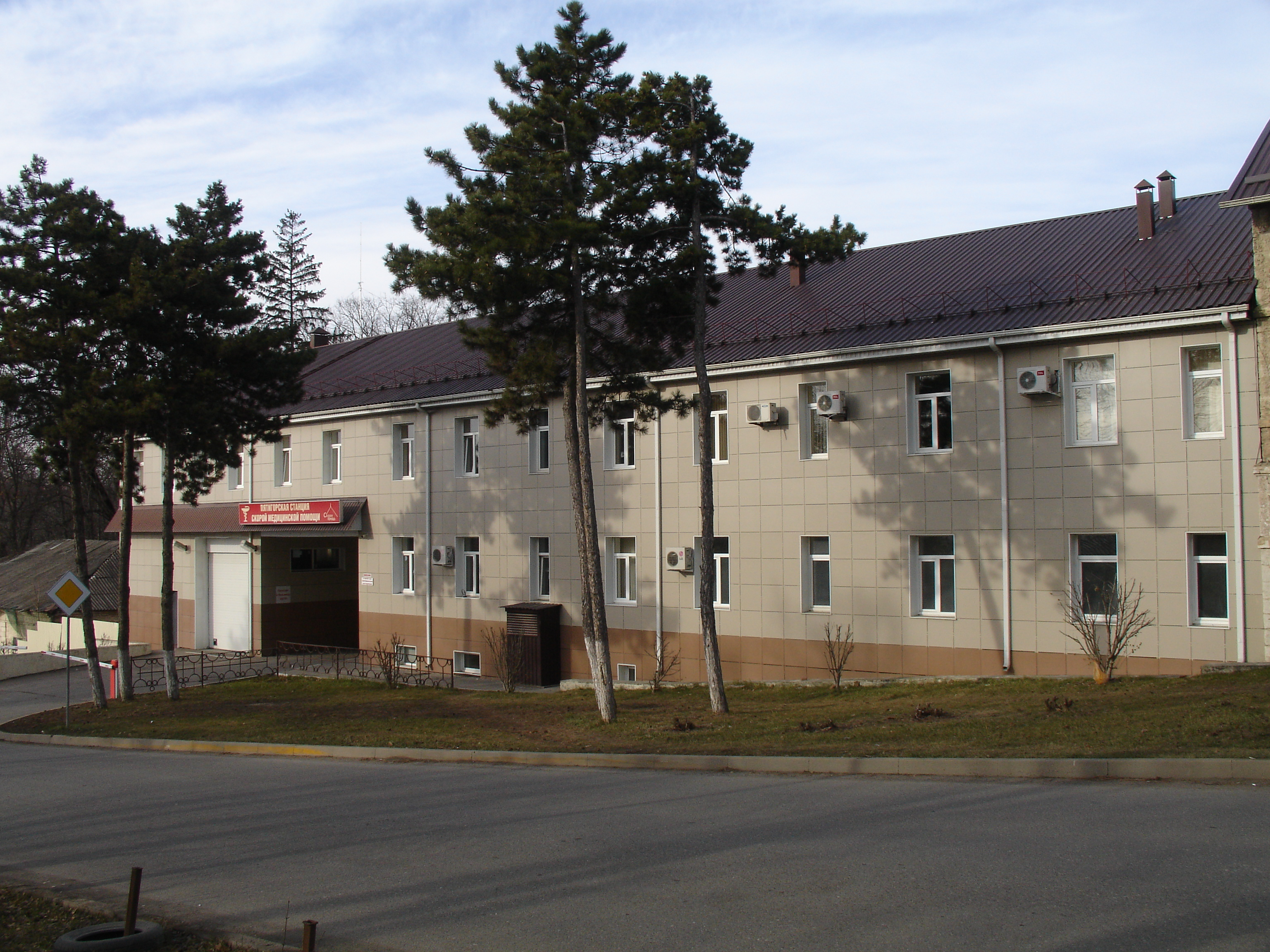
На месте, 2020 г.

Здание амбулатории строилось медленнее других; из-за нехватки рабочих на строительстве оно продолжалось с 1896 по 1904 (либо 1902) год. Это капитальное двухэтажное здание было построено из известняка с горы Машук. Амбулаторный приём больных вёлся на втором этаже, где были глазной, терапевтический и хирургический кабинеты с комнатами для процедур и простейших хирургических операций, а в летний период также принимали пациенток с женскими болезнями. На первом же этаже разместились аптека с подсобной комнатой, канцелярия, кабинет главврача, прачечная, гладильная и туалет. Общая площадь здания — 204,3 м2, фасад выходил на улицу Подвальную (ныне Пирогова).
Эти смежные здания сохранилось и сейчас находятся на улице Пирогова, 22 (литеры К, к, к3) на территории городской больницы. В 1995 году больничка была признана объектом культурного наследия — памятником архитектуры. В 2015 году здания амбулатории и больницы были признаны заброшенными, находящимися в неудовлетворительном и аварийном состоянии, без мемориальных надписей и охранных обязательств. В справке Управления Ставропольского края по сохранению и государственной охране объектов культурного наследия и в приказе начальника того же управления здания больницы и амбулатории рассматриваются как один объект под названием «лечебница и амбулатория», и годом постройки здания указан 1902, а в исторической справке С. С. Розенберга — как разные здания.

### Голицынский барак
261710490410045
Голицынский барак, строительство которого началось в 1894 году и который был освящён 1(14) июня 1901 года, назван в честь наместника Кавказа князя Григория Сергеевича Голицына, оказавшего помощь при постройке колонии Красного Креста; в этом здании размещались пациенты различных профессий и званий. Это двухэтажное с подвалом здание площадью 558,75 м2 имело парадный вход с Ермоловского проспекта (ныне проспект Калинина) и два выхода во двор, 16 комнат на первом этаже и 22 — на втором; по другим данным, в нём было всего 30 комнат. В нём имелись просторные столовая и читальня, а в подвале разместились кубовая комната (где был «куб» для кипячения воды), столовая для низшего персонала (горничных, санитаров и дворовых рабочих), кухня, моечная и кладовые. Это здание первоначально было построено как летнее фахверковое; в 1905 году оно было оборудовано отопительными печами и стало использоваться круглогодично, в 1945 году было обложено кирпичом и сохранилось до наших дней. В 1995 году признано объектом культурного наследия — памятником архитектуры.

### Шереметьевский барак
261610490410025
Шереметьевский барак (Шереметьевский жилой корпус), строительство которого началось в 1894 и завершилось в 1896 году, был назван в честь главнокомандующего на Кавказе генерал-адъютанта Сергея Алексеевича Шереметьева либо в честь его жены, а затем вдовы Е. Б. Шереметьевой, возглавлявшей комиссию по строительству. В нём размещались офицеры и дети, учащиеся в кадетских военных корпусах. Этот павильон с полуподвальным этажом расположился в глубине усадьбы колонии, в северо-восточной её части. Имелся только один вход, от которого почти через всю длину здания проходил широкий коридор со стеклянным световым фонарём над ним — до большого зала с паркетным полом и верандой, выходившей в сад, откуда открывались прекрасные виды на Машук и окрестности Пятигорска. В здании площадью 41,18 м2 на этаже было 11 комнат, включая комнату дежурной горничной, общий зал и уборную, а в полуподвале — квартиры горничных, прачек, официанток, кладовые, кухня и столовая. Здание дошло до наших дней и в 1995 году было признано памятником архитектуры и объектом культурного наследия.

### Лермонтовский барак

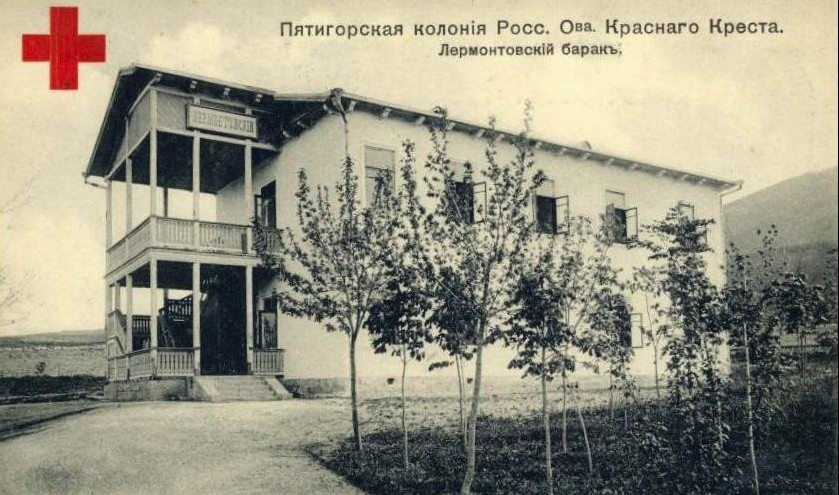
, начало XX века

Лермонтовский барак, названный в честь русского поэта М. Ю. Лермонтова, предназначался для народных учителей и студентов, живших и лечившихся там на средства благотворителей. Барак был освящён 31 мая 1902 года (по старому стилю). Это фахверковое двухэтажное неотапливаемое здание находилось в северо-восточном углу территории колонии. Здание имело общую площадь 197,93 м2, 16 комнат, в которых могли разместиться до 28 человек. На каждом этаже была своя комната дежурной горничной, уборная с умывальником и открытая веранда, а соединялись этажи наружной металлической лестницей. В 1939 году Лермонтовский барак был разобран или сожжён по причине заражения грибком его деревянных частей.

### Сторожка

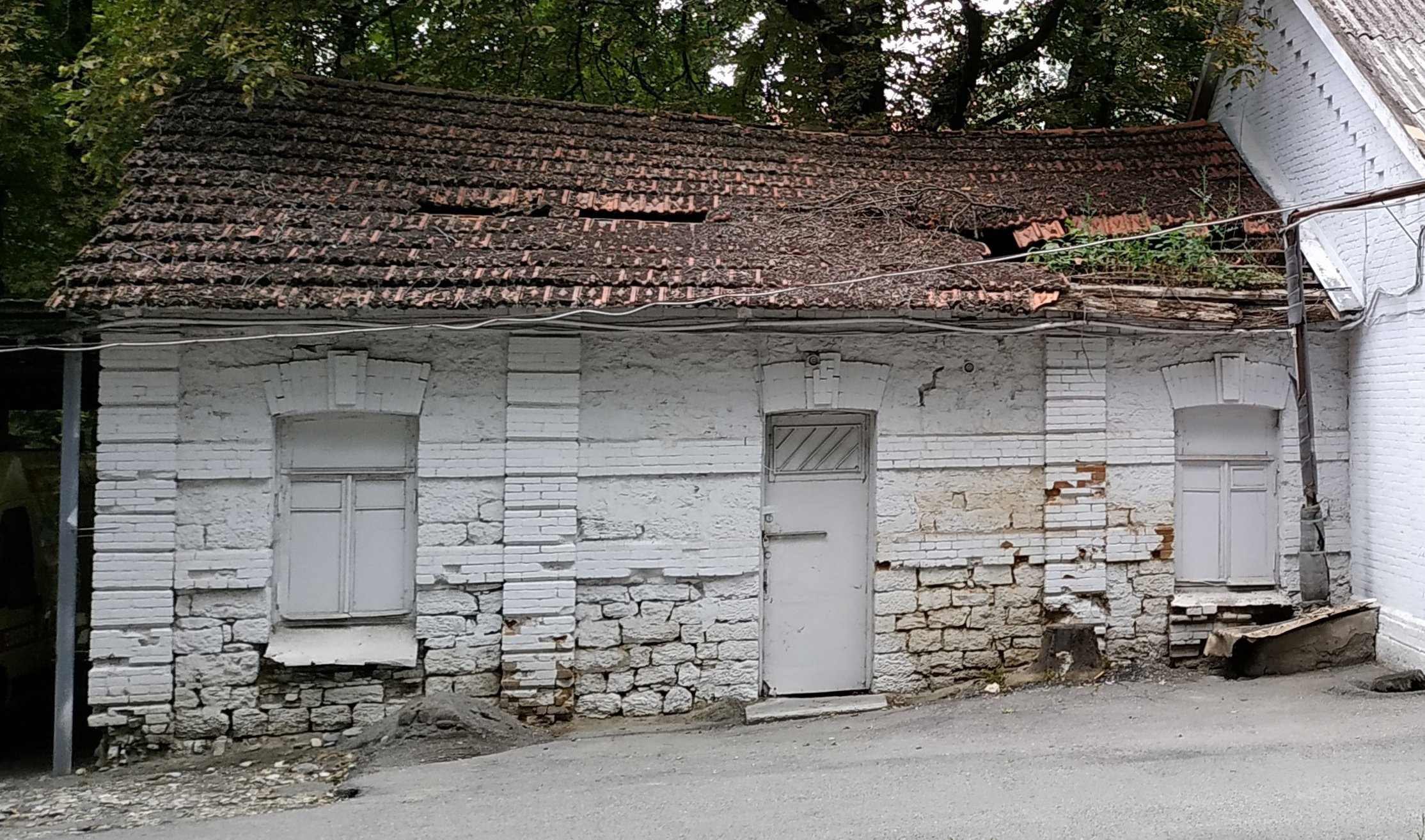
в 2021 г.

Сохранившееся здание сторожки, строительство которого началось в 1894 году, располагалось около западной границы территории колонии (вдоль нынешнего проспекта Калинина). В трёх комнатах этого одноэтажного кирпичного здания проживали сторож, дворник и садовник Пятигорской колонии Красного Креста.

### Экипажная с конюшней
Это двухэтажное кирпичное здание, начатое так же в 1894 году, расположено в юго-восточном углу участка колонии, и двумя фасадами выходит на улицу Кузнечную и улицу Подвальную (ныне Пирогова). Стены верхнего этажа состояли из деревянных жалюзи или решёток, потому что там хранилось сено для лошадей и требовалась хорошая вентиляция. Через специальные люки это сено сбрасывалось в конюшню, находившуюся в центральной части первого этажа. В восточной части первого этажа было помещение для конных повозок (экипажей) и жилая комната для кучера и его семьи, а в западной — жилые комнаты для двух других кучеров. Здание сохранилось и в настоящее время используется как морг городской больницы; в 1995 году признано объектом культурного наследия — памятником архитектуры.

### Другие строения
С 1894 по 1902 год была построена из кирпича большая летняя кухня, примыкающая к Голицынскому бараку, а внутри неё — утеплённая зимняя кухня. Рядом с летней кухней построили деревянное здание летней столовой, в котором северная и восточная стороны были сплошь остеклёнными, а южная стена — глухой. Свес кровли столовой наполовину накрывал просторную веранду, и под этим навесом находилась полуметровой высоты эстрада с роялем. Там один или два раза в неделю давал концерты военный духовой оркестр, часто выступали различные приезжие и местные артисты.
У северной границы участка колонии, вблизи Лермонтовского барака, был устроен солярий с душем, к которому была подведена водопроводная вода. Недалеко от них были сооружёны ледник и мелкие хозяйственные постройки.

### Благоустройство территории

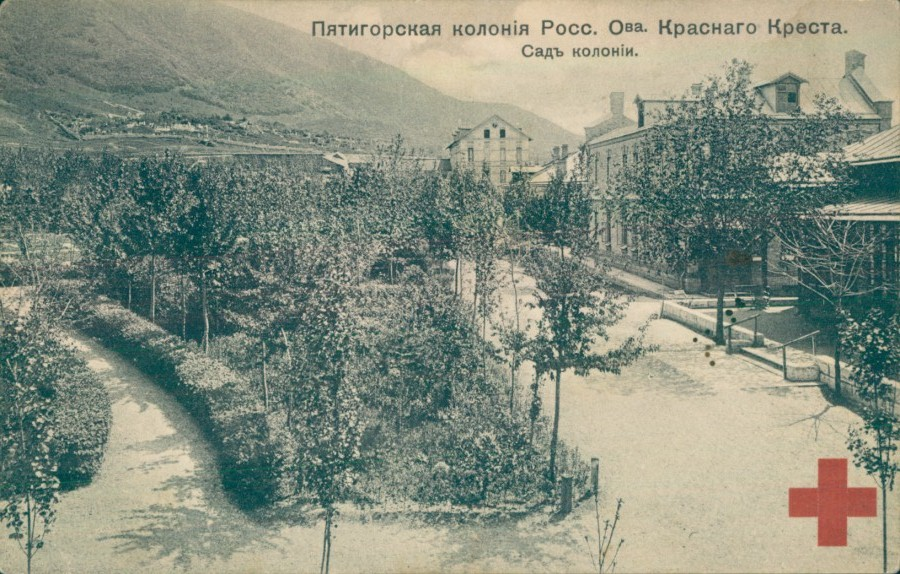
Сад колонии, 1900-е

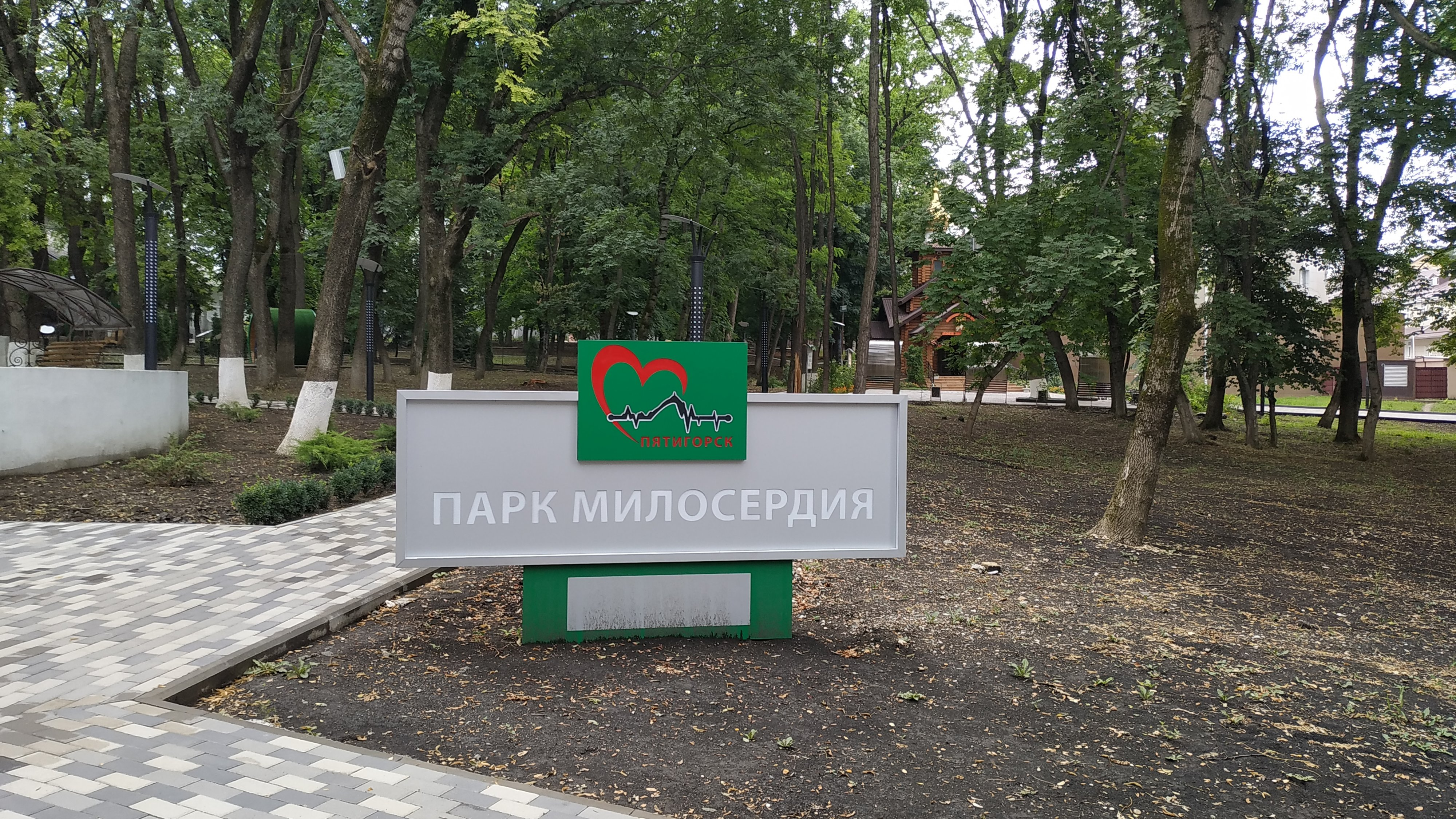
«Парк милосердия», 2021 г.

На незастроенной части земельного участка колонии весной 1901 года (либо 1892-го) был разбит сад из нескольких тысяч деревьев, в том числе фруктовых, устроены дорожки и клумбы для цветов. В центре сада находился большой фонтан с цветником из роз, и у около каждого здания был свой цветник. Со временем сад превратился в большой тенистый парк, существующий и в наши дни. C 2018 года он называется «Парк Сестёр милосердия».

## Пояснения
1. ↑  Бывшая Нижегородская улица.
2. ↑  Ныне снесённое здание на улице Университетская, 6 (тогда улица Графская)[14].
3. ↑  Ныне горбольница № 2, инфекционная.
4. 1 2 3  Если считать согласно справке[38] Управления Ставропольского края по сохранению и государственной охране объектов культурного наследия, что амбулатория и лечебница («больничка») находились в разных частях одного здания.
5. 1 2 3  Если согласиться с С. С. Розенбергом[2] и считать, что амбулатория располагалась не в одном здании с больницей, а в отдельном здании на улице Подвальной (ныне Пирогова).
6. ↑  В некоторых источниках[2], в том числе официальных[4], указана фамилия князя «Галицин», а названный в его честь барак именуется «Галицинским». Однако по данным БРЭ[44], фамилия наместника Кавказа Григория Сергеевича была именно Голицын, и, соответственно, через «о» и через «ы» должно писаться и название этого здания.